# Dirt (Album)
Dirt ist das zweite Studioalbum der US-amerikanischen Rockband Alice in Chains, erschienen am 29. September 1992 via Columbia Records. Das Album stellte den Durchbruch für die Band dar und es wird von vielen als ihr bestes Werk betrachtet. Sein Erscheinungszeitpunkt fällt zusammen mit dem Höhepunkt der Grunge-Welle. Es ist aufgeführt in den 1001 Albums You Must Hear Before You Die, „1001 Alben, die man hören muss, bevor man stirbt“.

## Entstehungsgeschichte

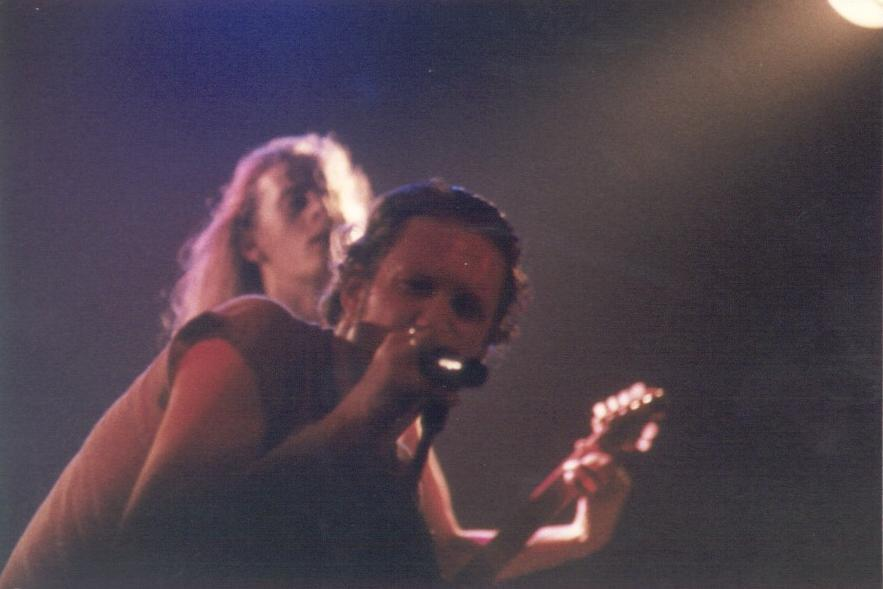
Layne Staley (vorn) und Jerry Cantrell live in Boston auf der Dirt-Tour, 27. November 1992

Das Album wurde von März bis Mai 1992 im Eldorado Studio in Burbank, Kalifornien, im London Bridge Studio in Seattle und im One on One Studio in Los Angeles erneut mit Produzent Dave Jerden aufgenommen. Dabei kam es zu Konflikten zwischen Jerden und Layne Staley, da ersterer dem Sänger nahelegte, bei den Aufnahmen nüchtern zu bleiben, während Staley glaubte, unter Drogeneinfluss besser arbeiten zu können. Nach der Veröffentlichung im September 1992 erreichte die Platte in den Billboard Music Charts Platz 6 und bekam im Laufe der Jahre viermal Platin. Nach Would? wurden noch Them Bones und Angry Chair (alle 1992) sowie Rooster und Down in a Hole (1993) als Singles veröffentlicht. Die Band spielte u. a. mit Ozzy Osbourne auf dessen No-More-Tears-Tour. Kurz zuvor brach sich Layne Staley bei einem Unfall den Fuß, so dass er anfangs mit Krücken auf die Bühne musste. Während dieser Tournee verließ der heroinsüchtige Bassist Mike Starr die Band und wurde durch Ozzy-Osbourne-Bassist Mike Inez ersetzt. 1993 spielte die Band mit Primus, Tool, Rage Against the Machine und Babes in Toyland die Lollapalooza-Festivaltour, die letzte größere Tour mit Staley.

## Stil
Dirt wird zumeist als noch düsterer und melancholischer beschrieben als das vorangegangene Album Facelift. Songs wie Sickman, Them Bones oder Junkhead sind hier zu nennen, daneben gibt es aber mit Down in a Hole eine Ballade. Die Stücke wurden zu einem guten Teil geschrieben, als sich die Band auf Tour befand.
Bassist Mike Starr sagte, dass die Band mit ihren „depressiv anmutenden Texten in erster Linie eigene Probleme“ verarbeite. Obwohl auch andere Bandmitglieder zu dieser Zeit Alkohol- und Drogenprobleme hatten, betrifft dies vor allem die Heroinsucht von Sänger Layne Staley. Besonders in den Liedern Sickman, Junkhead, Dirt, God Smack ("Dirt" und "Smack" sind Slang-Ausdrücke für Heroin), Hate to Feel und Angry Chair werden die Drogenerfahrungen des Sängers thematisiert. Angry Chair handelt von einem „schlechten Trip“. Mike Starr, damals selbst heroinsüchtig, äußerte allerdings, die Band warne im Song God Smack mit der Zeile „Can’t get high or you will die“ vor harten Drogen. Staley selber äußerte sich 1996 selbstkritisch zu den Texten auf Dirt und sagte, dass er nicht wolle, dass Fans sich zum Drogenkonsum ermutigt fühlten.
Them Bones handelt von Sterblichkeit im Allgemeinen. Down in a Hole, von Jerry Cantrell geschrieben, bezieht sich auf die unglückliche Situation in einer längeren Beziehung. Der Song Rooster basiert auf den Erfahrungen des Vaters von Jerry Cantrell, der im Vietnamkrieg kämpfte. Dessen Nickname war damals „Rooster“. Im zugehörigen, von Mark Pellington gedrehten Musikvideo erzählt er zu Beginn von seinen Erlebnissen. Der Song Would? ist mit seinem gleich ausgesprochenen Titel Andrew Wood, dem verstorbenen Sänger von Mother Love Bone, gewidmet. Das Video zu Would? enthält Szenen aus dem Film Singles – Gemeinsam einsam von Cameron Crowe, in dem die Band einen Gastauftritt hatte. Das Lied wurde auch auf dem Soundtrack des zur gleichen Zeit anlaufenden Films veröffentlicht, der schon vorab am 30. Juni 1992 erschien und vor dem Filmstart im September erfolgreich wurde. In dem auf der Platte nicht aufgeführten Song Iron Gland ist Tom Araya von der Band Slayer als Gastsänger zu hören. Das kurze Lied entstand, als Cantrell ein hartes Riff spielte, das der Rest der Band nicht hören wollte. Der erst später auf dem Boxset Music Bank veröffentlichte Titel des Stücks ist eine Anspielung auf den Song Iron Man von Black Sabbath.

## Titelliste
1. Them Bones – 2:30 (Cantrell)
2. Dam That River – 3:09 (Cantrell)
3. Rain When I Die – 6:01 (Cantrell/Staley/Kinney/Starr)
4. Sickman – 5:29 (Cantrell/Staley)
5. Rooster – 6:15 (Cantrell)
6. Junkhead – 5:09 (Cantrell/Staley)
7. Dirt – 5:16 (Cantrell/Staley)
8. God Smack – 3:50 (Cantrell/Staley)
9. Iron Gland – 0:43 (Cantrell, der Song ist im Booklet nicht aufgeführt)
10. Hate to Feel – 5:16 (Staley)
11. Angry Chair – 4:47 (Staley)
12. Down in a Hole – 5:38 (Cantrell)
13. Would? – 3:28 (Cantrell)

Bei einigen Versionen des Albums, u. a. der späteren US-Version, ist Down in a Hole an vierter Stelle enthalten. Die Titelliste entspricht der europäischen Version.

## Singleauskopplungen
| Jahr | Titel          | Höchstplatzierung, Gesamtwochen, AuszeichnungChartplatzierungen (Jahr, Titel, , Platzierungen, Wochen, Auszeichnungen, Anmerkungen) | Höchstplatzierung, Gesamtwochen, AuszeichnungChartplatzierungen (Jahr, Titel, , Platzierungen, Wochen, Auszeichnungen, Anmerkungen) | Anmerkungen                                                   |
| Jahr | Titel          | UK | US | Anmerkungen                                                   |
| ---- | -------------- | --- | --- | ------------------------------------------------------------- |
| 1992 | Would?         | UK19 Silber · (3 Wo.)UK | US— ×2DoppelplatinUS | Erstveröffentlichung: 7. September 1992 Verkäufe: + 2.205.000 |
| 1992 | Angry Chair    | UK33 (2 Wo.)UK | — | Erstveröffentlichung: 3. Dezember 1992                        |
| 1993 | Them Bones     | UK26 (3 Wo.)UK | US— PlatinUS | Erstveröffentlichung: März 1993 Verkäufe: + 1.000.000         |
| 1993 | Rooster        | — | US— ×2DoppelplatinUS | Erstveröffentlichung: 15. März 1993 Verkäufe: + 2.000.000     |
| 1993 | Down in a Hole | UK36 (2 Wo.)UK | US— PlatinUS | Erstveröffentlichung: 11. Oktober 1993 Verkäufe: + 1.000.000  |

## Rezensionen
Die Zeitschrift Visions führte das Album an Position 14 der „100 wichtigsten Platten der Neunziger“. Auch setzte das Magazin die Platte auf Platz 30 seiner 2005 gewählten „150 Alben für die Ewigkeit“. In der 500 Titel umfassenden Bestenliste der Redaktion der Zeitschrift Rock Hard belegte Dirt Platz 77. Andreas Himmelstein nannte das Album das „Meisterwerk“ von Alice in Chains, allerdings müsse man sich wirklich mit ihm auseinandersetzen, um es zu verstehen. In der damaligen Ausgabe der Zeitschrift nannte Götz Kühnemund Alice in Chains eine „außergewöhnliche Band“ und die beste der Bands aus Seattle. Er hob Jerry Cantrells „fette“ Gitarre und Layne Staleys „ausdrucksstarke, etwas weinerliche Stimme“ hervor und vergab neun von zehn Punkten. In den „Redaktionscharts“ im November 1992 belegte das Album mit einer Durchschnittsnote von 8,9 Punkten den ersten Platz. Auf AllMusic.com nannte Steve Huey Dirt angesichts von Staleys Sucht eines der „qualvollsten“ Konzeptalben, die je aufgenommen wurden. Er lobte die musikalischen Qualitäten der Band wie auch die „Ehrlichkeit der Selbstenthüllung“. Die Bewertung lag bei viereinhalb von fünf Sternen.

## Kommerzieller Erfolg

### Chartplatzierungen
| ChartsChartplatzierungen       | Höchstplatzierung | Wochen |
| ------------------------------ | ----------------- | ------ |
| Deutschland (GfK)              | 25 (24 Wo.)       | 24     |
| Österreich (Ö3)                | 62 (1 Wo.)        | 1      |
| Schweiz (IFPI)                 | 24 (1 Wo.)        | 1      |
| Vereinigte Staaten (Billboard) | 6 (102 Wo.)       | 102    |
| Vereinigtes Königreich (OCC)   | 36 (14 Wo.)       | 14     |

### Auszeichnungen für Musikverkäufe
| Land/Region                  | Auszeichnungen für Musikverkäufe (Land/Region, Auszeichnung, Verkäufe) | Verkäufe  |
| ---------------------------- | ---------------------------------------------------------------------- | --------- |
| Australien (ARIA)            | Platin                                                                 | 70.000    |
| Kanada (MC)                  | Platin                                                                 | 100.000   |
| Vereinigte Staaten (RIAA)    | 5× Platin                                                              | 5.000.000 |
| Vereinigtes Königreich (BPI) | Gold                                                                   | 100.000   |
| Insgesamt                    | 1× Gold · 7× Platin ·                                                  | 5.270.000 |

## Nachwirkungen
Opeth coverten Would?, das auf der Single Burden vom Album Watershed veröffentlicht wurde. Three Days Grace coverten Rooster.